# NGC 6960
NGC 6960 (również Mgławica Miotła Wiedźmy lub Welon zachodni) – fragment pozostałości po supernowej znajdującej się w konstelacji Łabędzia. Został odkryty 7 września 1784 roku przez Williama Herschela. Znajduje się w odległości około 1400 lat świetlnych od Ziemi.
NGC 6960 jest tylko zachodnią częścią dużej pozostałości po supernowej określanej jako Pętla Łabędzia. Obiekt ten ma ponad trzykrotnie większą rozpiętość niż kątowe rozmiary Księżyca w pełni. Jasna gwiazda 52 Cygni znajdująca się na środku NGC 6960 nie jest związana z tą supernową. Jest ona widoczna na nocnym niebie gołym okiem i jest obiektem przedniego planu. Kolory uzyskiwane przez NGC 6960 są wywoływane przez gwałtownie poruszający się gaz, zderzający i energetyzujący cząsteczki gazu napotkane w okolicy.